# Sveriges holme

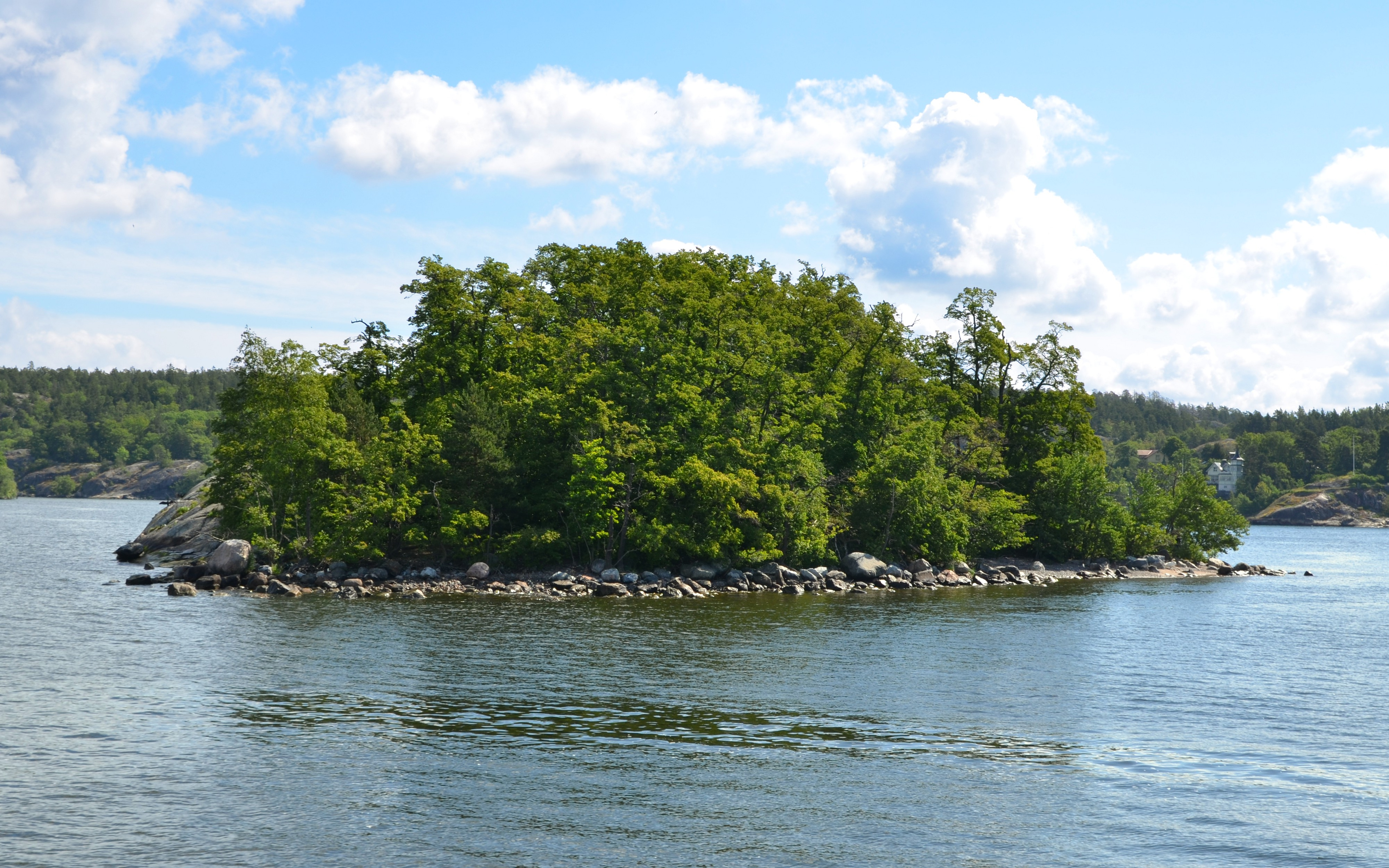
Sveriges holme med Ormingelandet i Nacka i bakgrunden.

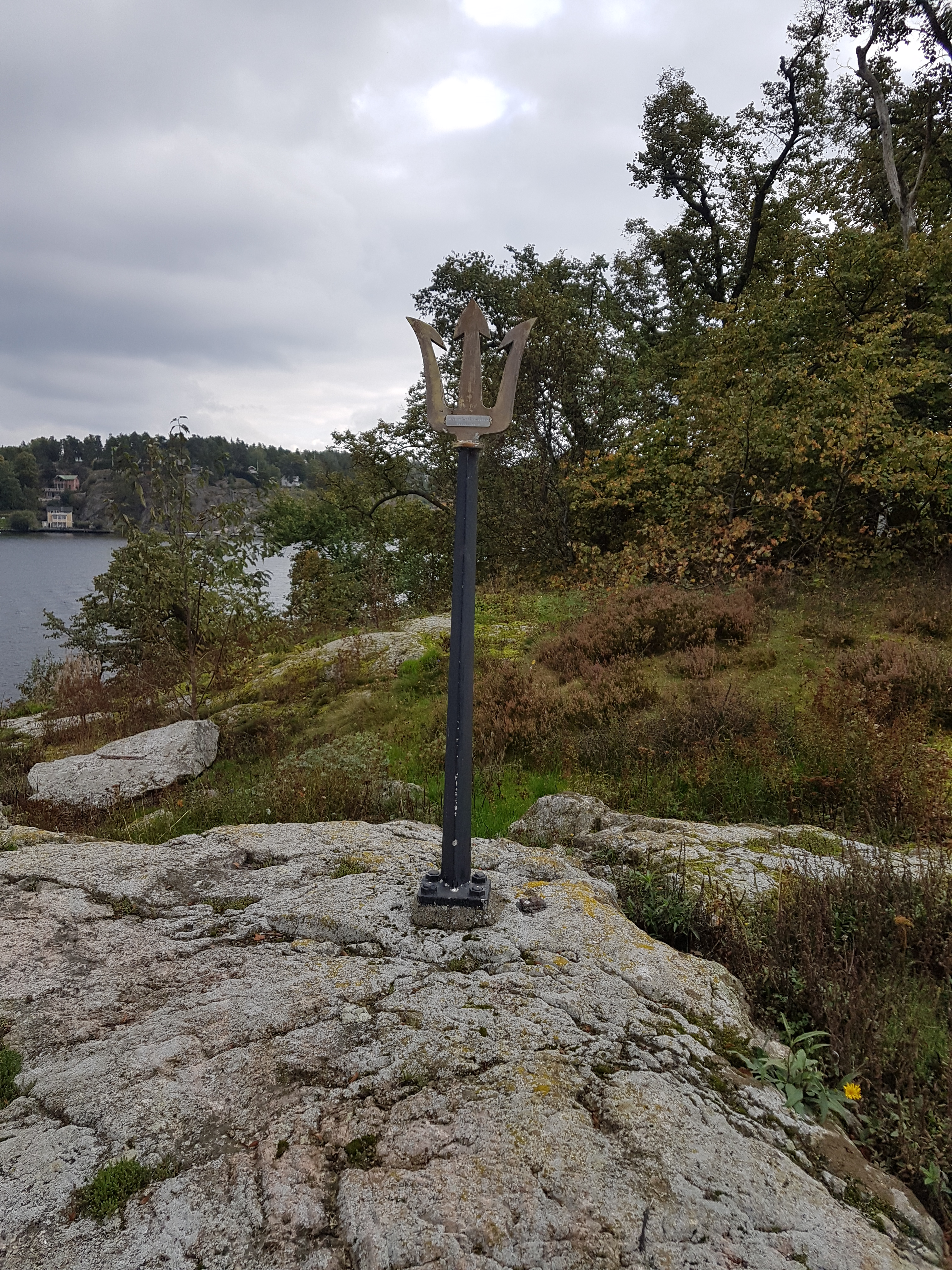
Neptuniordens treuddiga gaffel.

Sveriges holme, även kallad Sverigeholmen, är en holme i Stockholms inre skärgård. Den ligger tillsammans med Danmarks holme i Halvkakssundets södra del, vid norra inloppet till Skurusundet, mellan Nacka och Lidingö. Namnet är nämnt redan på 1200-talet.
År 1915 var ön till salu och det befarades att den kunde bli plats åt villabygge eller oljecisterner, samt att det kan vara en gammal domarring på holmens topp. Till sist köptes Sveriges holme av advokaten Harald W Lettström.
Ön blev ett fridlyst naturreservat sedan den skänktes av advokaten Lettström till svenska staten 1937 . Ett antal stora stenar uppe på ön tolkades på tidigt 1900-tal som någon typ av fornlämning men detta har senare dementerats  och visat sig vid en senare undersökning vara en moränbildning .
På holmen finns en av Neptuniordens treuddiga gafflar placerad.